# Baiba
Baiba ist ein lettischer weiblicher Vorname. 

## Bekannte Namensträgerinnen
Vorname:
- Baiba Bendika (* 1991), lettische Biathletin
- Baiba Broka (* 1975), lettische Politikerin
- Baiba Caune (1945–2014), lettisch-sowjetische Radsportlerin
- Baiba Skride (* 1981), lettische Violinistin

Familienname:
- Salem Saber Baiba (* 1980), Leichtathlet aus den Vereinigten Arabischen Emiraten

Fiktive Figuren:
- Baiba Liepa, Romanfigur (Hunde von Riga von Henning Mankell)